# Kunhuta Lucemburská
Kunhuta Lucemburská (německy Kunigunde; 980? – 3. března 1033/1039 Kaufungen) byla bavorská vévodkyně a císařovna Svaté říše římské. Roku 1200 byla svatořečena.

## Život

### Sňatek
Kunhuta se narodila jako dcera lucemburského hraběte Sigfrieda I. z rodu Wigerichovců a jeho manželky Hedviky z Nordgau. Okolo roku 995 nebo 998 (nejpozději v létě roku 1000) se Kunhuta provdala za vévodu Jindřicha II. z bavorské linie Liudolfingů (jeho dědeček Jindřich byl bratrem Oty I. Velikého). Jako bavorská vévodkyně žila po manželově boku v Řezně a též jej doprovázela na jeho cestách.

### Královnou a císařovnou

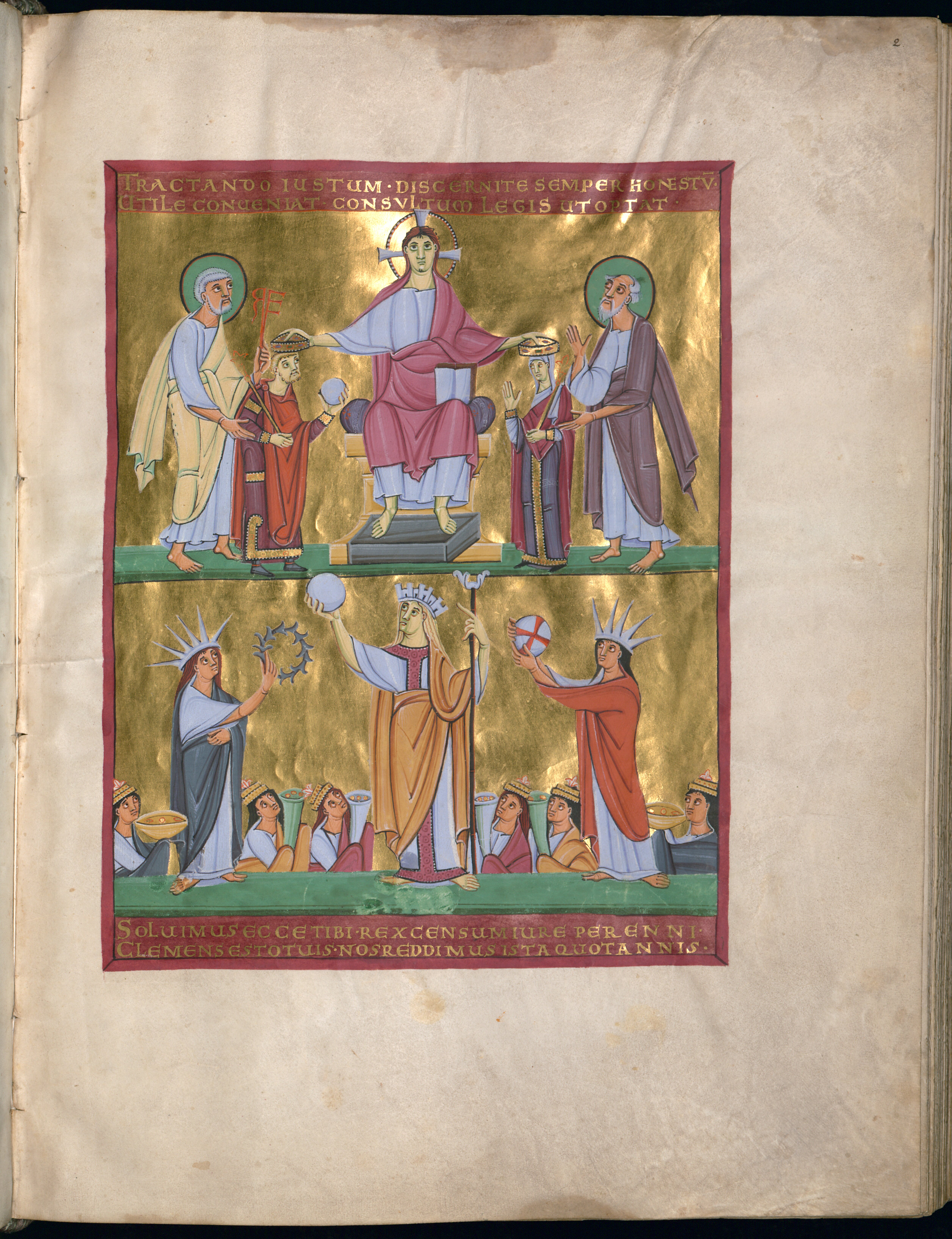
Horní část obrazu: Jindřich II. a Kunhuta jsou korunováni Kristem, z Knihy perikop Jindřicha II.

Po smrti císaře Oty III. nastoupil na římsko-německý trůn jeho bratranec Jindřich II., na to byla 10. srpna 1002  v Paderbornu arcibiskupem Willigisem Mohučským korunována Kunhuta římskou královnou. Císařská korunovace královského páru se uskutečnila 14. února 1014 v Římě. Během této korunovace je také poprvé doloženo užití říšského jablka mezi říšskými insigniemi. Jako panovníkova manželka byla Kunhuta politicky velmi aktivní. Ač pár zůstal bezdětný, manželství bylo zřejmě šťastné.
Královna měla významný podíl na vládě a to nepřímo jako interventka, kdy je jmenována ve třetině listin svého manžela (poprvé již 10. července 1002), i přímo jako zástupkyně krále a císaře během jeho krátkodobých nepřítomností – např. roku 1012, kdy v důsledku konfliktu se svými lucemburskými švagry Jindřich obléhal město Mety, přenesl na Kunhutu společně s novým magdeburským arcibiskupem Walthardem vedení dalších jednání s Boleslavem Chrabrým a správu královských statků v Sasku. Po Walthardově smrti byly říšské záležitosti v této oblasti plně svěřeny do rukou královny Kunhuty, která také organizovala obranu země proti Boleslavu Chrabrému. Kunhuta byla též zprostředkovatelkou v politických konfliktech.

### Vdovství
Král zemřel 13. července 1024 na falci Grone, na to byl 4. září 1024 novým panovníkem zvolen Konrád II. z rodu Sálců. Mezi smrtí císaře a volbou nového panovníka uplynuly téměř dva měsíce, během nichž byla plná vládní moc svěřena císařovně-vdově Kunhutě, a s velkou pravděpodobností se nejednalo pouze o formální funkci, jak někdy uváděla starší historiografie. Kunhuta, která měla význačné postavení a podíl na politické moci již za života svého manžela, spravovala Římskou říši s pomocí svých bratrů Ditricha, biskupa v Metách, a Jindřicha, vévody bavorského. Umírající císař jí také svěřil říšské insignie, které posléze Kunhuta předala nově zvolenému králi Konrádovi II., což bylo vnímáno jako známka jeho legitimace.

### Zakladatelská činnost

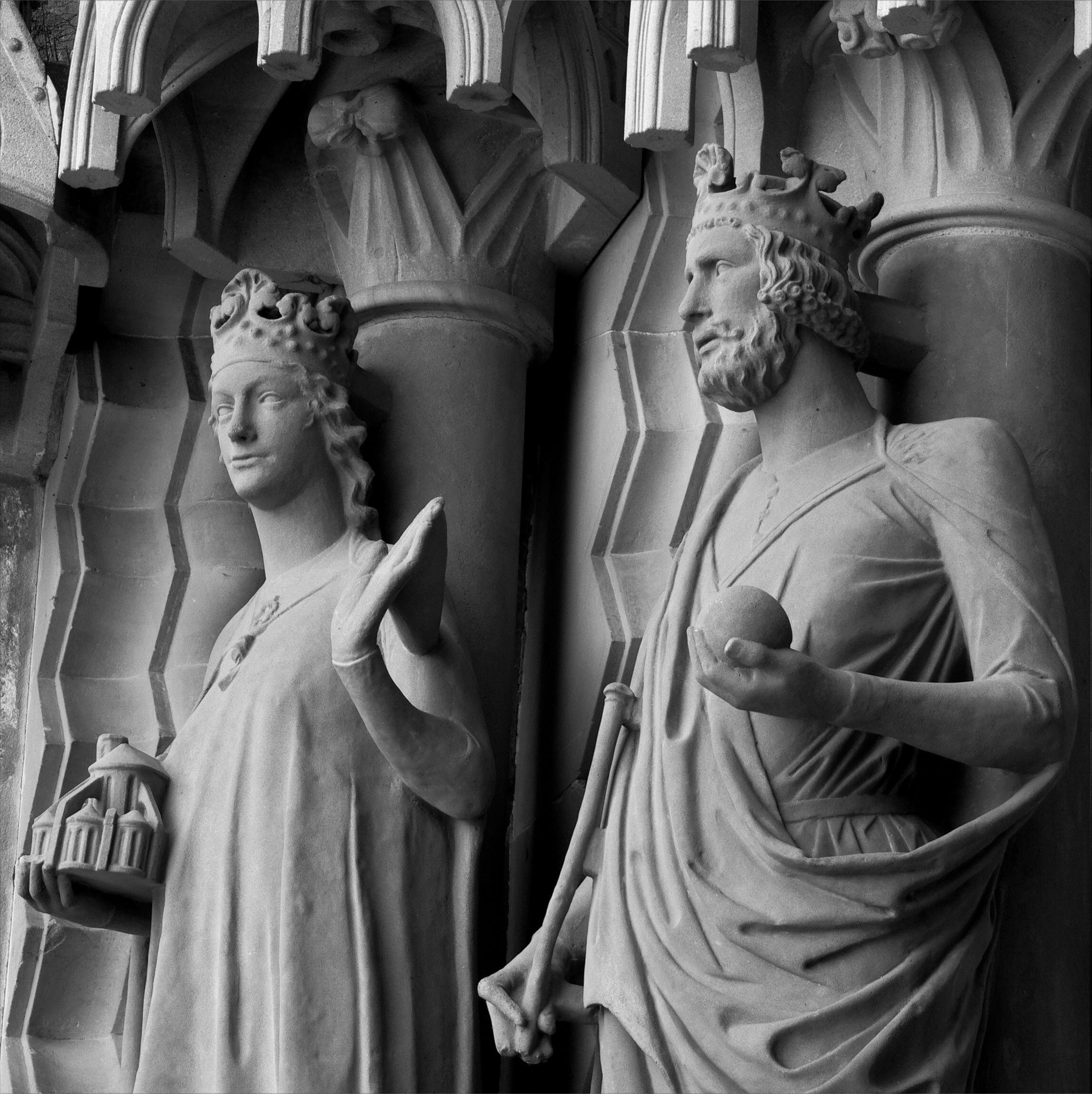
Sochy Kunhuty a Jindřicha na dómu v Bambergu

Kunhuta dle dobových záznamů byla velice vzdělanou ženou, dopisovala si s mohučským arcibiskupem Aribem. Ademar z Chambers jí mimo jiné věnoval svůj spis o sv. Maritalovi. V jejím zvláštním zájmu pak byla podpora různých církevních institucí. Ve prospěch biskupství v Bamberku, které založila spolu s manželem roku 1007, se například vzdala svého jitřního daru (Morgengabe). Poblíž královského dvora Kassel v Hesensku, který jí Jindřich daroval roku 1008, založila po uzdravení z těžké nemoci v roce 1017 v Kaufungenu benediktinský klášter sv. Kříže, přičemž první abatyši kláštera jmenovala svou neteř Juttu. Do Kaufungenu se také uchýlila po svém ovdovění a volbě nového krále, posléze zde i zemřela.

## Legenda a svatořečení
Bezdětnost manželství císařského páru dala na konci 11. století vzniknout legendě, podle níž spolu zbožní manželé žili bez tělesného styku jako bratr se sestrou. Kunhuta se pak měla, aby při obvinění z cizoložství dokázala, že je stále pannou, podrobit Božímu soudu, kdy šla bosa po rozžhavené radlici, aniž by utrpěla zranění. Svatořečená byla papežem Inocencem III. dne 29. března 1200. Její manžel Jindřich II. byl svatořečen již roku 1146.